# Condizionale presente
Il condizionale presente è la forma semplice del modo condizionale. Si adatta principalmente a descrivere situazioni ed abitudini subordinate ad una certa condizione:
- Con un miliardo, noi andremmo ad abitare su un'isola del Pacifico.

Può anche essere usata quando si desidera indicare un avvenimento irreale. È chiamato, forse più correttamente, anche condizionale semplice, sebbene questa dicitura sia molto meno corrente.

## Coniugazione
Il condizionale presente si coniuga sostituendo le desinenze dell'infinito (-are, -ere, -ire) con quelle previste nel sistema verbale italiano per il presente nelle tre coniugazioni:
|                          | 1ª persona io | 2ª persona tu | 3ª persona egli, ella | 1ª persona noi | 2ª persona voi | 3ª persona essi, esse |
| 1ª coniugazione parlare  | parlerei      | parleresti    | parlerebbe            | parleremmo     | parlereste     | parlerebbero          |
| 2ª coniugazione ricevere | riceverei     | riceveresti   | riceverebbe           | riceveremmo    | ricevereste    | riceverebbero         |
| 3ª coniugazione dormire  | dormirei      | dormiresti    | dormirebbe            | dormiremmo     | dormireste     | dormirebbero          |

Le regole di coniugazione di questo tempo ricordano molto da vicino quelle del futuro semplice. Come nel caso del futuro, in alcune forme verbali della coniugazione in -ere, può verificarsi la caduta della e tematica: il risultato sarà vedrò/vedrei al posto di vederò/vederei. Similmente, avremo: avrei, cadrei, potrei, dovrei, saprei ecc. Lo stesso riguarda il verbo andare (andrei). Il fenomeno riguarda in linea di massima i verbi in cui la -e- tematica è accentata (potére, potrei; ma scrìvere, scriverei).
Le analogie tra condizionale e futuro persistono tra tutte le diverse forme irregolari dei verbi, compresi quelli in -are (farò/farei; darò/darei, starò/starei;) e si ritrovano nelle particolarità ortografiche dei verbi regolari che terminano per -gare, -care, -giare o -ciare (avremo ad esempio pagherò/pagherei; mangerò/mangerei). Del resto, il futuro è un tempo assai vicino al condizionale presente tanto per la formazione quanto per il suo significato ed i suoi sviluppi storici.
In francese, le due forme verbali sono ancora più vicine tra di loro, tanto che nella lingua parlata non è possibile notare alcuna differenza tra le forme del condizionale e del futuro alla prima persona singolare (je dormirai, je dormirais); per questo non è raro che le due forme vengano confuse da parlanti non colti o distratti.
Nei corsi di dizione possono essere oggetto di discussione i gradi di apertura della vocale e, accentata, nelle desinenze del condizionale. Avremo per esempio, per il verbo essere: sarèi, sarésti, sarèbbe, sarémmo, saréste, sarèbbero.

## Storia
Come il futuro, il condizionale si è formato a partire dalla fusione del verbo all'infinito con le forme coniugate di un ausiliare, il verbo avere:
cantare habet > cantar ha > canterà (futuro)
cantare habuit > cantar ebbe > canterebbe (condizionale)
Mentre nel caso del futuro il verbo ausiliare era coniugato al presente, nel caso del condizionale si è trattato di forme del passato; sono appena riconoscibili, ma comunque sopravvivono nelle desinenze:
- Con un miliardo, Luigi e Sonia partirebbero subito per il Pacifico;
- Con un miliardo, noi partiremmo subito per il Pacifico;

A partirebbero corrisponde infatti  partire + ebbero (passato remoto), mentre la forma partiremmo corrisponde alla combinazione tra partire + avemmo.
È utile ricordare che in lingua francese, spagnola, portoghese, catalana e in diversi dialetti italoromanzi, il condizionale si è originato in maniera diversa, risultando dalla combinazione tra l'infinito e le forme all'imperfetto del verbo avere. In questi idiomi si avranno così delle forme del tipo partiria (o partirait) al posto di partirebbe. Quest'ultima è comunque la forma - di origine toscana - in uso nell'italiano moderno, dato che ha soppiantato quella del tipo partiria.
Tutto ciò non ha impedito il successo secolare di forme del tipo avria oppure dovria al posto di avrebbe e dovrebbe. Nel medioevo, ma anche in seguito, queste forme vantavano un uso assai frequente nella letteratura più prestigiosa (anche in Toscana), anche se talvolta venivano alternate alle forme usate oggi:
e come sare' io sanza lui corso?

chi m'avria tratto su per la montagna?»
 (Dante, Purgatorio - Canto terzo).
 (Boccaccio, Decameron, Quinta giornata, Andreuccio da Perugia.) 
Si tratta di una diffusione da attribuire tanto all'opera divulgativa della scuola siciliana, quanto al considerevole numero di dialetti d'Italia che hanno utilizzato questa forma, conservandola come pienamente vitale fino al giorno d'oggi.

## Usi del condizionale presente
Come accennato, indica in genere un'azione che dipende da una determinata condizione. Spesso, la condizione viene esplicitamente indicata da un complemento (con un miliardo):
- Con un miliardo, comprerei tutto
- Al tuo posto, non farei niente,

oppure da un'intera frase subordinata:
- Se avessi un miliardo, comprerei tutto.
- Se fossi al tuo posto, non farei niente.

In altri casi, è possibile che la condizione sia implicita:
- Mi piacerebbe abitare a Cuba (condizione implicita: se fosse possibile)
- Potrei anche venire con te allo stadio, ma sono malato (condizione implicita: quella di stare bene).

### Periodo ipotetico e fenomeni correlati
La caratteristica di indicare un evento non reale o impossibile rende il condizionale adatto all'uso nel periodo ipotetico (nella proposizione principale, detta apodosi). A seconda del contesto, la forma del condizionale, insieme a quella del congiuntivo imperfetto o trapassato, indicherà un avvenimento più o meno probabile, oppure irreale:
- Se domani la polizia ci trovasse non sapremmo dove scappare
- Se potessi volare andrei sulla luna

I due esempi illustrano la distinzione, cara alla grammatica tradizionale, tra periodo ipotetico del secondo o del terzo tipo (della possibilità e dell'irrealtà vera e propria). A differenza del condizionale passato, il costrutto ottenuto con la forma del condizionale presente concede infatti entrambe le interpretazioni.
Esiste l'uso erroneo del condizionale al posto del congiuntivo imperfetto: in questo tipo di costrutto, il condizionale viene usato nella frase secondaria, quella introdotta da se (protasi): Se tu mi lasceresti, non saprei cosa fare: questo uso, spesso sanzionato da chi ascolta, è assai noto.
La regola cara alla tradizione scolastica ("dopo il se è ammesso solo il congiuntivo imperfetto") ha valore limitato esclusivamente alla subordinata nel periodo ipotetico irreale (laddove il congiuntivo indica l'ipotesi-condizione nella subordinata, mentre il condizionale si usa nella reggente per esprimere la conseguenza). L'uso del condizionale è invece possibile se la forma indica l'evento sottoposto a una condizione, senza quindi sostituire il congiuntivo:
- Gli indagati vanno tenuti in carcere solo se potrebbero sparire dalla circolazione , che corrisponde a
- Vanno tenuti in carcere solo gli indagati che (in caso di rilascio) potrebbero sparire dalla circolazione .

L'uso del condizionale dopo se è inoltre frequente nella proposizione interrogativa indiretta, che non ha a nulla che vedere con il periodo ipotetico:
- Ho chiesto a Ida se verrebbe al pic-nic in caso di bel tempo.
- Tua sorella sa senz'altro dirti se alla mamma piacerebbe un regalo del genere.
- Indagate se sarebbe contento di lavorare per noi.

Si ricorda infine l'uso del condizionale nella proposizione concessiva:
- Adesso restiamo a casa, anche se potremmo andare al mare.

### Uso di cortesia
Il condizionale si adatta inoltre a ridurre, per ragioni di cortesia, l'impatto dell'enunciato sull'interlocutore:
- Vorrei una tazza di tè
- Potresti aiutarmi?
- Mi aiuteresti?

Il locutore segnala infatti una sua intenzione come subordinata alle circostanze, evitando quindi di compiere una sorta di minaccia. L'uso di cortesia accompagna una richiesta, un desiderio, sporadicamente anche un'offerta:
- Prenderesti una tazza di tè?

Anche la formulazione di un consiglio può essere influenzata da considerazioni di cortesia, in maniera che l'asserzione sia meno perentoria:
- Dovresti smettere di mangiare tutte quelle patatine

L'utilizzo contemporaneo di interrogativa indiretta e condizionale di cortesia è nelle espressioni del tipo: 
- Le scrivo per chiederle se sarebbe possibile fissare un appuntamento con lei il giorno x. Il condizionale "sarebbe" attenua il pur idoneo ma più diretto indicativo "è"[6] ed è comunque corretto non avendo nulla a che vedere con il periodo ipotetico.

### L'informazione non confermata
Il condizionale si adatta ad indicare un'informazione di seconda mano:
- Secondo l'agenzia di stampa Z, i terroristi sarebbero in possesso di armi da fuoco.

La funzione specifica del condizionale è in questo caso quella di marcare l'informazione come solo letta o sentita dire, soprattutto se non confermata. Si tratta di un meccanismo particolarmente frequente anche in caso di espressione di dubbio e disapprovazione:
- Ah, e così lo stupido sarei io. Ma ne siamo sicuri?

Per spiegare questo uso è difficile insistere sull'interpretazione di un avvenimento o situazione subordinata ad una certa condizione; almeno per quanto riguarda questo tipo di incertezza ci si dovrà limitare a considerare il condizionale soltanto come forma verbale dell'incertezza. In questi casi, ricorda piuttosto il futuro epistemico, cioè quello che indica supposizioni e conclusioni su fatti non sicuri:
- Gli amici di Ivano sarebbero degli spacciatori di droga
- Gli amici di Ivano saranno degli spacciatori di droga

Confrontando l'uso delle due forme verbali, si noti che l'uso del futuro denota, seppure con gradazioni variabili, una maggiore responsabilità sulla verità dell'informazione da parte di chi sta parlando, mentre il condizionale riportato nell'esempio riporta informazioni di cui sono responsabili altri.

## Il condizionale in alcune lingue straniere
Il condizionale delle lingue romanze e germaniche ha un'importante funzione modale ed indica primariamente ciò che avverrebbe sotto una determinata condizione. La tabella illustra i differenti meccanismi di formazione regolare. A mo' di esempio si propone il verbo cantare, ma le varie  coniugazioni nelle lingue romanze seguono schemi leggermente diversi tra di loro.
| Italiano Condizionale presente | Francese Conditionnel présent | Spagnolo Condicional presente | Inglese Conditional present | Tedesco Konditional Präsens |
| ------------------------------ | ----------------------------- | ----------------------------- | --------------------------- | --------------------------- |
| io canterei                    | je chanterais                 | yo cantaría                   | I would sing                | Ich würde singen            |
| tu canteresti                  | tu chanterais                 | tú cantarías                  | you would sing              | du würdest singen           |
| egli canterebbe                | il chanterait                 | él cantaría                   | he would sing               | er würde singen             |
| noi canteremmo                 | nous chanterions              | nosotros cantaríamos          | we would sing               | wir würden singen           |
| voi cantereste                 | vous chanteriez               | vosotros cantaríais           | you would sing              | ihr würdet singen           |
| essi canterebbero              | ils chanteraient              | ellos cantarían               | they would sing             | sie würden singen           |

In francese, le forme chanterais, chanterais, chanterait mostrano ancora le desinenze verbali del verbo avere coniugato all'imperfetto, che si sono fuse alle forme dell'infinito (verbo avoir: le forme sono avais, avais avait). L'uso di questa forma è analogo a quello italiano; si adatta ad esempio all'espressione di non fattualità nel periodo ipotetico e nell'espressione di un desiderio:
- Si j'avais beaucoup d'argent, j'achèterais une grande maison ('se avessi molto denaro, comprerei una grande casa')
- J'aimerais bien vivre à Cuba ('mi piacerebbe vivere a Cuba').

Anche in spagnolo emergono caratteristiche analoghe: le desinenze ía, ías, ía ricordano le forme dell'imperfetto di haber (había, habías, había):
- Si tuviera mucho dinero, me compraría una casa enorme. ('se avessi molto denaro, comprerei una grande casa')
- Me gustaría vivir en Cuba ('mi piacerebbe vivere a Cuba').

Il condizionale spagnolo è talvolta usato anche in luogo del futuro italiano nell'espressione di una supposizione o di un dubbio.
In inglese, si utilizza il verbo ausiliare  will alla forma del passato, would; l'ausiliare viene accompagnato dall'infinito nella formazione del conditional:
- If I had a lot of money, I would buy a big house ('Se avessi molto denaro, comprerei una grande casa')
- I would like to live in Cuba ('mi piacerebbe vivere a Cuba').

A differenza di quanto accaduto in francese o spagnolo, però, le due forme verbali non si sono fuse: l'inglese prevede infatti una cosiddetta forma analitica, mentre nelle lingue romanze la forma è sintetica. Tuttavia, l'ausiliare può essere contratto, sicché si avrà spesso I'd like to live in Cuba. Il meccanismo di formazione del condizionale è anche in questa lingua analogo a quello usato per il futuro: mentre per il futuro il verbo ausiliare è coniugato al presente (will), per il condizionale si userà la forma del passato (would).
Per il tedesco vale un simile meccanismo di formazione, laddove l'ausiliare è werden (lo stesso che si usa per coniugare il futuro):
- Wenn ich viel Geld hätte, würde ich mir ein großes Haus kaufen ('Se avessi molto denaro, comprerei una grande casa')
- Ich würde gerne in Kuba leben  ('mi piacerebbe vivere a Cuba').

La forma dell'infinito occuperà l'ultimo posto nella costruzione. Se non c'è pericolo di ambiguità nell'enunciato, le forme del condizionale potranno essere sostituite dalle forme corrispondenti del congiuntivo (Konjunktiv II).
A differenza di quanto accaduto in tutte le lingue ricordate, in italiano il condizionale presente ha perduto la sua funzione di futuro nel passato, peraltro importantissima nel significato originale di questa forma. Per quanto riguarda questo uso, quelli di cortesia ed altri esempi, vedi la voce sul modo condizionale.